# Hans Friedrich Brentel
Johann „Hans“ Friedrich Brentel (* 1. Januar 1602 in Straßburg; † 1636 (?) in Wien) war ein deutscher Zeichner und Miniaturmaler.

## Leben
Hans Friedrich Brentel war das erste Kind und der einzige Sohn des Miniaturmalers und Kupferstechers Friedrich Brentel und dessen Frau Anna geb. Brackenhoffer sowie älterer Bruder von Anna Maria Brentel. Von seinem Vater erhielt er auch Malunterricht. Brentel lebte längere Zeit in Straßburg und arbeitete in der Werkstatt seines Vaters mit. 1634 reiste er in die Niederlande, wobei er sich in Amsterdam mindestens vom 11. Juni bis zum 22. August aufhielt. Die offenbar enge Verbindung zu Wenzel Hollar, die sich in den deutlichen Bezügen seiner Arbeiten sowohl aus Straßburg als auch später aus Holland zeigt – Hollar hielt sich zur gleichen Zeit in Amsterdam auf – in Verbindung mit der Notiz im Katalog von Elias Brackenhoffer lassen vermuten, dass Brentel als Hollars Mitarbeiter in den Dienst von Henry Howard, Earl of Arundel getreten war und im Mai 1636 mit Hollar eine Reise begann, die über Linz nach Wien und Prag und wieder zurück über Regensburg führen sollte. Die Reiseteilnehmer kamen am 25. Juni 1636 in Wien an, wo Brentel offenbar kurz danach starb, weil er dort als Künstler nicht nachweisbar ist.
Unter seinen Zeichnungen befindet sich eine Gruppe kleiner Ansichten von Straßburg und Umgebung, sehr ähnlich den zu der gleichen Zeit entstandenen Straßburger Ansichten von Wenzel Hollar. Es gibt ferner eine Gruppe Zeichnungen von der Reise nach Holland mit Ansichten von Amsterdam und Umgebung, zahlreichen Figurenstudien nach lebenden Modellen, v. a. vom Amsterdamer Theater, und sechs kleinen Landschaftskopien (eine mit der Beischrift „Hans Savri“), die erneut enge Bezüge zur Zeichenkunst Hollars aufweist. Auch die späteste Zeichnung Brentels vom 18. Januar 1636 mit der Beischrift „Colonia“, die eine Ansicht des Rheintals bei Köln darstellt, entspricht ganz der Art Hollars.
Signierte Miniaturen von Hans Friedrich Brentel sind nicht bekannt, unsignierte befinden sich wahrscheinlich unter Arbeiten der Werkstatt seines Vaters.

## Werke
- ca. 60 Zeichnungen in den beiden Sammelbänden K und F, hauptsächlich mit Arbeiten seines Vaters (beide in der Staatlichen Kunsthalle Karlsruhe)
  - darunter eine Folge von sieben gleichartigen Zeichnungen auf gelblichem Papier (Kopien nach Radierungen von Simon Frisius zu Philipp Clüvers Germaniae antiquae libri tres (Leiden 1616))